# Ехекратид III
Ехекратид III (грец. Εχεκρατίδας; д/н — бл. 460 до н. е.) — 7-й тагос (верховний вождь) Фессалійського союзу (як Ехекратид I), правитель Фарсалу (як Ехекратид III).

## Життєпис
Походив з роду Ехекратидів. Син тага Антіоха. після смерті батька, що сталося близько 520 року до н. е. успадкував владу в Фарсалі. Втім напевне на той час був доволі малим. Тому про нього обмаль відомостей.
З початком греко-перських війн вправно маневрував між усіма сторонами. 480 року до н. е. з вторгнення царя Ксеркса на Балкани не підтримав його, але й не виступив проти, розуміючи потугу перського війська.
Лише 479 року до н. е. після поразки персів у битві при Платеях активно перейшов на бік Спарти і Афін. Активно допомагав спартанському царю Леонтіхіду, що 476 року до н. е. вдерся до Фессалії, щоб покарати проперського тагоса Торакса Алевада та його братів. Тоді ж Ехекратид III стає новим тагосом.
Зумів зміцнити становище свого роду в Фессалії, фактично відсунувши роди Алевадів і Скопадів. Брав участь у панеллінських подіях. Поступово налагодив гарні відносини з Афінами, що навіть надали тагосу статус громадянина, та Аргосом. Ймовірно тотожній Ехекратиду, чия колісниця перемогла на 79-й Олімпіаді (464 року до н. е.). При цьому згідно Плінію Старшого одна коняка Ехекратіда була вагітна.
461 року до н. е. підписав союзну угоду з Афінами й Аргосом. Помер ймовірно близько 460 року до н. е. Новим тагосом став його син Орест.